# Danny Kirwan
Daniel David Kirwan, detto Danny (Brixton, 13 maggio 1950 – Londra, 8 giugno 2018), è stato un chitarrista e cantante britannico.
Noto come membro del gruppo blues rock Fleetwood Mac nel periodo 1968-1972, ha anche pubblicato quattro album da solista nella seconda metà degli anni settanta. Nel 1979 si ritirò dalle scene perché soffriva di problemi psichici.

## Discografia

### Solista
- 1975 - Second Chapter
- 1976 - Midnight in San Juan
- 1979 - Hello There Big Boy!
- 2000 - Ram Jam City (demo, registrato negli anni '70)

### Con i Fleetwood Mac
- 1969 - English Rose
- 1969 - The Pious Bird of Good Omen
- 1969 - Then Play On
- 1969 - Fleetwood Mac in Chicago/Blues Jam in Chicago, Vols. 1-2
- 1970 - Kiln House
- 1971 - Greatest Hits
- 1971 - Future Games
- 1972 - Bare Trees